# Francesco Moriero
Francesco Moriero (ur. 31 marca 1969 w Lecce) – włoski piłkarz, występujący na pozycji prawego pomocnika. Nosił przydomek "Checco", co oznacza łobuz.

## Kariera klubowa
Piłkarską karierę Moriero rozpoczął w zespole US Lecce. W sezonie 1986/1987 zadebiutował w jego barwach w Serie B, a już w następnym sezonie był podstawowym zawodnikiem tego klubu i przyczynił się do awansu do Serie A. W pierwszej lidze Włoch zadebiutował 9 października 1988 w przegranym 1:2 wyjazdowym spotkaniu z Hellas Werona. W Lecce spędził trzy sezony w Serie A, ale w sezonie 1990/1991 spadł do drugiej ligi i spędził w niej kolejny rok. Latem 1992 powrócił do pierwszej ligi i podpisał kontrakt z zespołem Cagliari Calcio. W 1993 roku zajął z nim wysokie 6. miejsce w lidze, a rok później 12.
Latem 1994 Moriero opuścił Sardynię i trafił do stolicy Włoch do tamtejszej Romy. W zespole "giallorossich" prowadzonym przez Carla Mazzone od początku występował w wyjściowej jedenastce. W 1995 roku zajął z Romą 5. miejsce w lidze, a rok później powtórzył to osiągnięcie. W 1997 roku była to 12. pozycja. Latem Francisco zmienił klub i przeszedł do mediolańskiego Internazionale. W sezonie 1997/1998 jako podstawowy zawodnik klubu wywalczył wicemistrzostwo Włoch, co było jego największym sukcesem w klubowej karierze. W kolejnych dwóch sezonach grał jednak w mniejszej liczbie meczów z powodu kontuzji i urazów i rozegrał w nich tylko 26 spotkań. W 2000 roku Moriero odszedł do beniaminka Serie A, SSC Napoli. Zespół zajął jednak przedostatnie miejsce i został zdegradowany do Serie B. Na drugim froncie Moriero występował przez rok i ostatecznie w 2002 roku zakończył piłkarską karierę w wieku 33 lat.
| Sezon   | Klub            | Kraj   | Rozgrywki | Mecze | Bramki |
| ------- | --------------- | ------ | --------- | ----- | ------ |
| 1986/87 | US Lecce        | Włochy | Serie B   | 1     | 0      |
| 1987/88 | US Lecce        | Włochy | Serie B   | 35    | 3      |
| 1988/89 | US Lecce        | Włochy | Serie A   | 32    | 0      |
| 1989/90 | US Lecce        | Włochy | Serie A   | 29    | 1      |
| 1990/91 | US Lecce        | Włochy | Serie A   | 27    | 1      |
| 1991/92 | US Lecce        | Włochy | Serie B   | 34    | 6      |
| 1992/93 | Cagliari Calcio | Włochy | Serie A   | 27    | 4      |
| 1993/94 | Cagliari Calcio | Włochy | Serie A   | 27    | 0      |
| 1994/95 | AS Roma         | Włochy | Serie A   | 28    | 2      |
| 1995/96 | AS Roma         | Włochy | Serie A   | 27    | 3      |
| 1996/97 | AS Roma         | Włochy | Serie A   | 20    | 3      |
| 1997/98 | Inter Mediolan  | Włochy | Serie A   | 28    | 3      |
| 1998/99 | Inter Mediolan  | Włochy | Serie A   | 11    | 1      |
| 1999/00 | Inter Mediolan  | Włochy | Serie A   | 17    | 2      |
| 2000/01 | SSC Napoli      | Włochy | Serie A   | 14    | 1      |
| 2001/02 | SSC Napoli      | Włochy | Serie B   | 10    | 0      |

## Kariera reprezentacyjna
W reprezentacji Włoch Moriero zadebiutował 28 stycznia 1998 roku w wygranym 3:0 towarzyskim meczu ze Słowacją. Natomiast w kwietniowym meczu z Paragwajem (3:1) zdobył 2 gole. W tym samym roku został powołany do kadry prowadzonej przez Cesarego Maldiniego na Mistrzostwa Świata we Francji. Tam był podstawowym zawodnikiem "Squadra Azzurra" i wystąpił we wszystkich meczach swojej drużyny: grupowych z Kamerunem (3:0), Austrią (2:1) i Norwegią (1:0), a także w przegranym po rzutach karnych ćwierćfinale z Francją. W kadrze Włoch wystąpił łącznie w 8 meczach i strzelił 2 gole.

## Kariera trenerska
W 2006 roku Moriero ukończył szkołę trenerską Coverciano. W tym samym roku został zatrudniony na stanowisku pierwszego trenera klubu Africa Sports National Abidżan z Wybrzeża Kości Słoniowej. W listopadzie został zatrzymany przez włoską policję z powodu defraudacji pieniędzy, a w 28 listopada został wypuszczony po 12 dniach. 27 lipca 2007 został zwolniony ze stanowiska, a jego miejsce zajął dotychczasowy asystent Salvatore Nobile. 3 sierpnia został pierwszym trenerem SS Lanciano, grającego w Serie C1. Następnie prowadził FC Crotone i Frosinone Calcio.